# SM-70

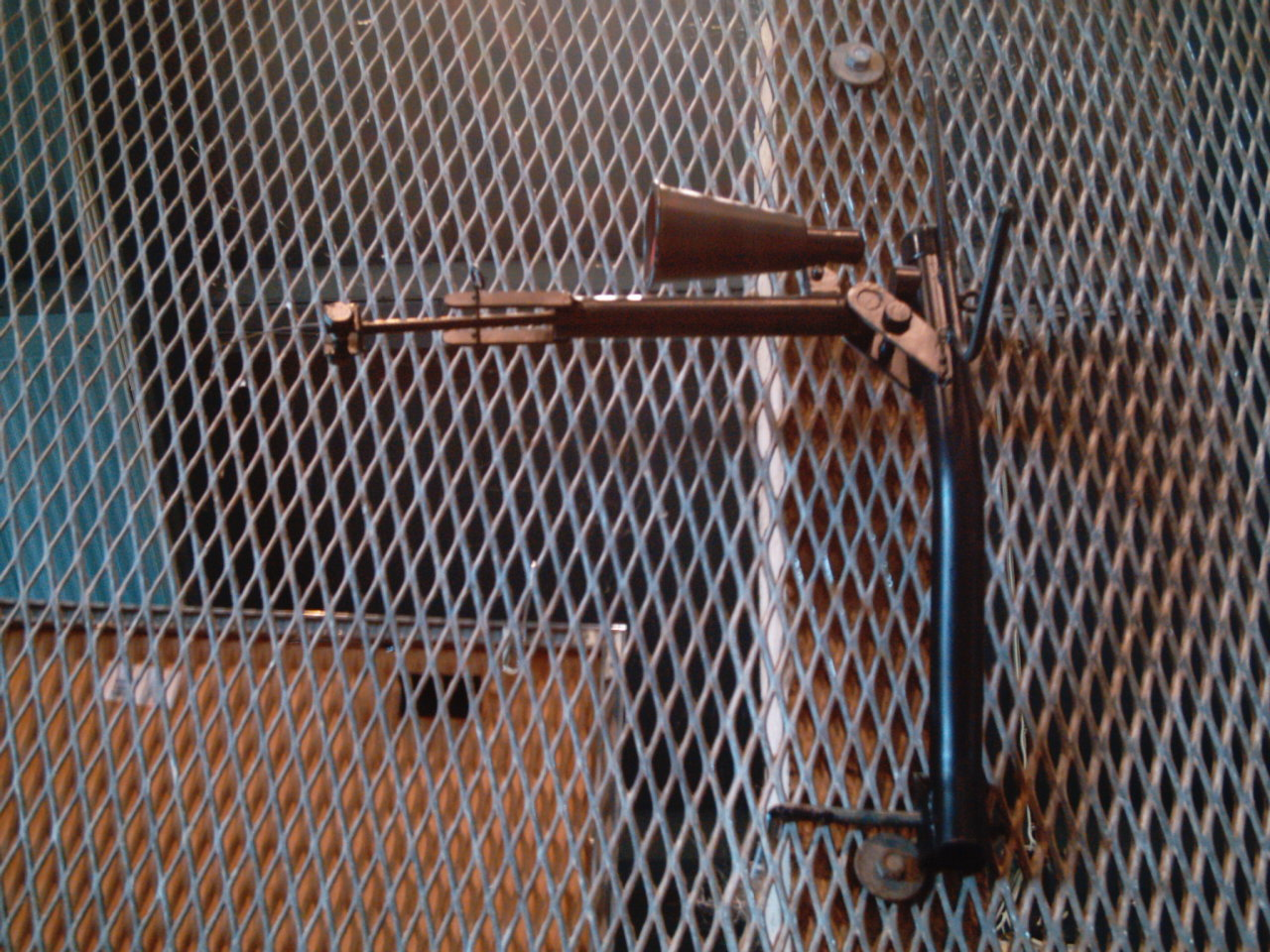
SM-70 exposto no museu do Posto de Observação Alpha, na antiga fronteira interna alemã.

SM-70 (Splittermine Modell 1970) era um dispositivo da Alemanha Oriental colocado nas vedações da fronteira interna alemã e que consistia numa mina antipessoal desenvolvida especificamente para combater a "Republikflucht" (deserção) pela fronteira interna alemã (Grenze).
Foi colocada pela primeira vez em 1970 e existem rumores de que terá sido moldada a partir de um desenho da SS destinado a  campos de concentração. As minas tinham forma de cone, e eram armadilhadas e colocadas ao longo da parede de malha de metal. Em alguns casos eram montadas diretamente na própria vedação, com a intenção de matar quem ilegalmente tentasse escalá-la.